# BMW N54
Der N54 ist ein turbogeladener Ottomotor mit sechs Zylindern von BMW, der seit 2006 produziert wird. Der Reihenmotor mit Bi-Turbo wurde im Herbst 2006 als Hochleistungsvariante für den BMW 3er, speziell für das BMW 3er Coupé eingeführt. Kurz darauf folgte der Einsatz in anderen BMW-Modellen. Er ist der erste Benzinmotor mit Turbolader von BMW seit dem 745i im Jahr 1980. Der Motor gewann von 2007 bis 2012 fünfmal in Folge den International Engine of the Year Award.
BMW gibt die Leistung des N54B30 mit 225 kW (306 PS) an, beim 2008 erschienenen 7er BMW (BMW F01) wurde die Leistungsangabe auf 240 kW (326 PS) erhöht. Der Motor verwendet zwei kleine Turbolader, um das Turboloch so klein wie möglich zu halten. Aus diesem Grund beträgt der Ladedruck gerade einmal 0,4 bar mit dem Ziel, dem Fahrer das Gefühl zu vermitteln, einen Wagen mit Saugmotor zu fahren. Der Motor debütierte auf dem  Genfer Auto-Salon. Wie auch der BMW N53 nutzt er nicht die Valvetronic genannte Ventilsteuerung des BMW N52. Der Motor verfügt über Kraftstoff-Direkteinspritzung und vollvariable Ventilsteuerzeiten (VANOS).
Obwohl die Maße von Bohrung und Hub identisch zum älteren BMW M54B30 sind, und der Motorblock wie dieser aus Aluminium besteht, weist die Mehrzahl der konstruktiven Eigenschaften größere Ähnlichkeiten zum N52 auf, wie beispielsweise die Open Deck- und Bedplate-Bauweisen. Der N54B30 ist mit 187 kg um ca. 25 kg schwerer als der N52B30. Zudem erklärt sich so der mit dem M54B30 identische Hubraum von 2979 cm³ anstatt 2996 cm³ des N52B30. Die Leistung des N54B30 gleicht der des N62B40, welcher ein V8 und 70 kg schwerer ist. Im Drehmoment des niedrigen Drehzahlbereichs ist der N54 dem V8 überlegen. Aus diesem Grund entschied man sich für die Produktion eines Bi-Turbo Reihensechszylinders anstatt eines schwereren V8-Motors. Ausschlaggebend dafür war der Einsatz im 3er BMW; hier erreicht der 335i annähernd eine 50 : 50 Gewichtsverteilung. Die Kurbelwelle ist geschmiedet.

## Daten
| Motortyp | Hubraum          | Bohrung × Hub   | Verdichtung | Leistung bei 1/min       | Drehmoment bei 1/min                        | Maximaldrehzahl | Einführungsjahr |
| -------- | ---------------- | --------------- | ----------- | ------------------------ | ------------------------------------------- | --------------- | --------------- |
| N54B30   | 3,0 L (2979 cm³) | 84 mm × 89,6 mm | 10,2:1      | 225 kW (306 PS) bei 5800 | 400 Nm bei 1300–5000                        | 7000 min−1      | 2006            |
| N54B30   | 3,0 L (2979 cm³) | 84 mm × 89,6 mm | 10,2:1      | 240 kW (326 PS) bei 5800 | 450 Nm bei 1500–4500                        | 7000 min−1      | 2008            |
| N54B30   | 3,0 L (2979 cm³) | 84 mm × 89,6 mm | 10,2:1      | 250 kW (340 PS) bei 5900 | 450 Nm bei 1500–4500 (500 Nm mit Overboost) | 7000 min−1      | 2010            |
| N54B30   | 3,0 L (2979 cm³) | 84 mm × 89,6 mm | 10,2:1      | 265 kW (360 PS) bei 5500 | 500 Nm bei 3800                             | 7000 min−1      | 2007            |
| N54B30   | 3,0 L (2979 cm³) | 84 mm × 89,6 mm | 10,2:1      | 294 kW (400 PS) bei 6000 | 540 Nm bei 4500                             | 7000 min−1      | 2010            |

## Verwendung
N54B30
- 225 kW (306 PS)
  - seit 2006 im E90/E91 als 335i Limousine/Kombi
  - seit 2006 im E92 als 335i Coupé
  - seit 2007 im E93 als 335i Cabrio
  - seit 2007 im E60/E61 als 535i Limousine/Kombi (nur in den USA)
  - seit 2008 im E82/E88 als 135i Coupé/Cabrio
  - seit 2008 im E71 als X6 xDrive35i
  - seit 2009 im E89 als Z4 sDrive35i
- 240 kW (326 PS)
  - 2008 bis 2012 im F01 als 740i
  - 2009 bis 03/2010 im E71 als X6 xDrive35i mit BMW Performance Power Kit
  - seit 2009 im E82/E88 als 135i Coupé/Cabrio mit BMW Performance Power Kit
  - 2010–2012 BMW E92 als 335is Coupé
- 250 kW (340 PS)
  - seit 2010 im E89 als Z4 sDrive35is
  - seit 2011 im E82 als 1er M Coupé
- 265 kW (360 PS)
  - seit 2006 im Alpina B3 BiTurbo (mit geänderten hochfesten Mahle-Kolben)
- 294 kW (400 PS)
  - ab 2010 im Alpina B3S BiTurbo